# Zygocera nigromaculata
Zygocera nigromaculata är en skalbaggsart som beskrevs av Stefan von Breuning 1970. Zygocera nigromaculata ingår i släktet Zygocera och familjen långhorningar. Inga underarter finns listade i Catalogue of Life.